# Юлий Цезарь (опера)
«Юлий Цезарь в Египте» (итал. Giulio Cesare in Egitto; HWV 17) — опера Георга Фридриха Генделя на итальянском языке в трех актах. Либретто Никола Франческо Хайма по драме Дж. Ф. Буссани.

## История создания

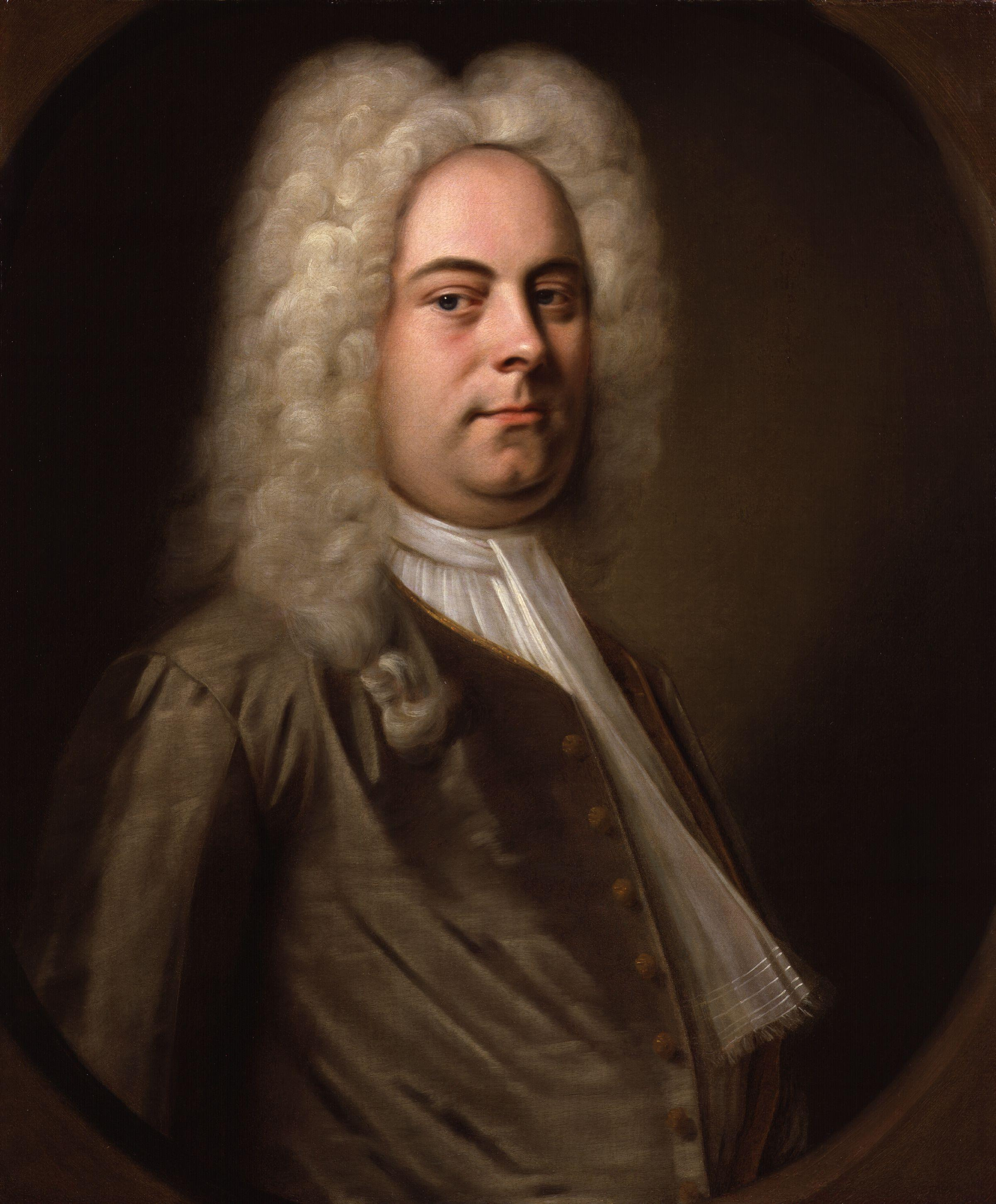
Георг Фридрих Гендель (1733)

## Действующие лица
| Партия      | Голос                        | Исполнитель на премьере 20 февраля 1724 Дирижёр: - |
| ----------- | ---------------------------- | -------------------------------------------------- |
| Клеопатра   | сопрано                      | Франческа Куццони                                  |
| Секст       | меццо-сопрано                | Маргерита Дурастанти                               |
| Юлий Цезарь | кастрат-альт                 | Сенезино                                           |
| Птолемей    | кастрат-альт                 | Гаэтано Беренштадт                                 |
| Нирено      | кастрат-альт                 | Джузеппе Бигонци                                   |
| Корнелия    | контральто или меццо-сопрано | Анастасия Робинсон                                 |
| Акилла      | бас                          | Джузеппе Мария Боски                               |
| Курио       | бас                          | Джон Лагард                                        |

## Содержание оперы
Время: 48 год до Рождества Христова

Место: Египет

### Краткое содержание
Цезарь, преследуя своего врага Помпея, последовал за ним в Египет. Жена Помпея Корнелия умоляет Цезаря пощадить её мужа. Он собирается великодушно удовлетворить её просьбу, когда египтяне во главе со своим молодым царем Птолемеем приносят ему голову Помпея. Сын Корнелии и Помпея Секст клянется отомстить за смерть отца. Клеопатра, сестра Птолемея, хочет свергнуть своего брата, чтобы стать единственной правительницей Египта. Она присоединяется к Корнелии и Сексту в их планах мести и умоляет Цезаря помочь ей. В ответ на очевидное заигрывание Цезарь влюбляется в Клеопатру. Её брат пытается убить Цезаря, но тот, будучи предупрежден, скрывается. Клеопатре сообщают, что Цезарь утонул во время бегства. Она оказывается в плену у брата. Цезарь, счастливо избежавший гибели, врывается, чтобы освободить свою возлюбленную. Секст убивает Птолемея, пытавшегося соблазнить Корнелию. Цезарь делает Клеопатру королевой Египта и возвращается в Рим.

### Акт I
Юлий Цезарь с триумфом вступает в Египет, преследуя бежавшего туда Помпея, который ищет убежища у царя египтян Птолемея. Корнелия, жена Помпея, просит Цезаря пощадить супруга. Великодушный Цезарь соглашается. Но вероломный Птолемей, желая угодить римскому полководцу, убивает Помпея. Корнелия и её сын Секст клянутся отомстить за смерть мужа и отца. Тем временем сестра Птолемея Клеопатра, мечтающая о египетском престоле, пытается завоевать сердце Цезаря, воспользовавшись его гневом по поводу поступка брата. Тот обещает ей свою помощь. Клеопатра легко склоняет на свою сторону Корнелию и Секста, обещая помощь в убийстве Птолемея. Покушение не удаётся, и Птолемей заковывает Корнелию в цепи. Отныне она будет рабыней. Египетский военачальник Акилла предлагает ей свободу взамен любви, но та отвергает его.

### Акт II
Цезарю угрожает опасность. Во время свидания с Клеопатрой его предупреждают, что воины Акиллы бегут сюда с намерением убить его; он вынужден скрыться. Птолемей домогается любви Корнелии. Желая защитить мать, Секст хочет убить Птолемея, но Акилла спасает царя и сообщает ему о гибели пытавшегося бежать Цезаря. В награду он требует Корнелию, но Птолемей, в своё время обещавший ему Корнелию, отказывает полководцу. Акилла взбешён и решает изменить царю, перейдя к восставшей Клеопатре.

### Акт III
В битве Птолемей одерживает победу. Акилла смертельно ранен. Перед смертью он вручает Сексту перстень — знак власти над войском. Весть о гибели Цезаря оказывается ложной, и Секст отдаёт ему перстень. Цезарь с войском врывается во дворец Птолемея и освобождает захваченную в плен Клеопатру. Секст убивает ненавистного Птолемея. Цезарь передаёт власть в Египте Клеопатре, которая признаёт господство Рима над Египтом. Отныне закончены распри. Народ ликует.

## Известные арии
- «Svegliatevi nel core» — ария Секста из I акта, сцена 1;
- «Priva son d’ogni conforto» — ария Корнелии из I акта, сцена 1;
- «Non è si vago e bello» — ария Юлия Цезаря из I акта, сцена 2;
- «Tu la mia stella sei» — ария Клеопатры из I акта, сцена 2;
- «Empio, diro, tu sei» — ария Юлия Цезаря из I акта;
- «Cara speme, questo core» — ария Секста из I акта, сцена 2;
- «Non disperar» — ария Клеопатры из I акта, сцена 2;
- «Va tacito e nascosto» — ария Юлия Цезаря из I акта, сцена 3;
- «L’empio, sleale, indegno» — ария Птолемея из I акта, сцена 6;
- «V’adoro pupille» — ария Клеопатры из II акта, сцена 1;
- «L’angue offeso mai riposa» — ария Секста из II акта, сцена 2;
- «Al lampo dell’armi» — ария Юлия Цезаря из II акта, сцена 3;
- «Se pietà di me non senti» — ария Клеопатры из II акта, сцена 3;
- «L’aure che spira» — ария Секста из II акта, сцена 4;
- «Piangerò la sorte mia» — ария Клеопатры из III акта, сцена 1;
- «Dall’ondo…Aure, deh, per pietà spirate» — ария Юлия Цезаря из III акта, сцена 2;
- «La giustizia ha già sull’arco» — ария Секста из III акта, сцена 2;
- «Da tempeste il legno infranto» — ария Клеопатры из III акта, сцена 3.

## Известные записи
Высоко оценивается[кем?] запись, выпущенная дирижёром-аутентистом Рене Якобсом на лейбле Harmonia Mundi. Марк Минковски выступил дирижёром другой, более современной по стилю исполнения, записи, где в роли Клеопатры выступала Магдалена Кожена.
Летом 2005 года компанией Opus Arte DVD издана запись постановки Глайндборнского фестиваля, созданной режиссёром Дэвидом Маквикаром и дирижёром Уильям Кристи, с Сарой Коннолли в роли Цезаря и Даниель де Ниезе в роли Клеопатры. Действие было перемещено в британские колониальные времена первой половины XX века, и постановка содержит элементы, отсылающие к Болливудским фильмам.
В 1990 году DEFA-Studio сделана запись постановки Бостонской оперы 1987 года, позднее представленной в театре Ла Монне в Брюсселе (1988), и Le Théâtre Nanterre-Amandiers, в Париже (1990), режиссёр Питер Селларс, дирижёр Крэг Смит. Действие перенесено на Ближний Восток в неопределённое будущее. В постановке участвовали: контратенор Джеффри Галл в роли Цезаря, Сьюзен Ларсон в роли Клеопатры и Лорейн Хант Либерсон в роли Секста. Запись была выпущена на DVD Decca.